# René le Bègue Cup 1946
René le Bègue Cup 1946, oficjalnie I René le Bègue Cup – jeden z wyścigów Grand Prix rozegranych w 1946 roku w Saint-Cloud, w Paryżu, a pierwszy spośród tzw. Grandes Épreuves.

## Lista startowa
Na niebieskim tle kierowcy, którzy nie wzięli udziału w kwalifikacjach, lecz współdzielili samochód w czasie wyścigu
| Nr | Kierowca              | Zespół                         | Samochód          | Silnik       |   |
| -- | --------------------- | ------------------------------ | ----------------- | ------------ | - |
| 1  | Jean-Pierre Wimille   | SA Alfa Romeo                  | Alfa Romeo 158    | Alfa Romeo   | ? |
| 2  | Giuseppe Farina       | SA Alfa Romeo                  | Alfa Romeo 158    | Alfa Romeo   | ? |
| 3  | Raymond Sommer        | Scuderia Milano                | Maserati 4CL      | Maserati L4c | ? |
| 4  | Tazio Nuvolari        | prywatny                       | Maserati 6CM      | Maserati L6s | ? |
| 5  | Arialdo Ruggeri       | prywatny                       | Maserati 4CL      | Maserati L4c | ? |
| 6  | Louis Chiron          | SA Alfa Romeo                  | Talbot-Lago T26   | Talbot L6    | ? |
| 7  | Eugène Chaboud        | SFACS Ecurie France            | Delahaye 135S     | Delahaye L6  | ? |
| 7  | Yves Giraud-Cabantous | SFACS Ecurie France            | Delahaye 135S     | Delahaye L6  | ? |
| 8  | Georges Grignard      | SFACS Ecurie France            | Delahaye 135S     | Delahaye L6  | ? |
| 9  | Henri Trillaud        | SFACS Ecurie France            | Delahaye 135S     | Delahaye L6  | ? |
| 10 | Paul Friderich        | prywatny                       | Delahaye 155      | Delahaye L6  | ? |
| 11 | Robert Mazaud         | prywatny                       | Maserati 4CL      | Maserati L4c | ? |
| 12 | Harry Schell          | Ecurie Lucy O'Reilly Schell    | Maserati 6CM      | Maserati L6s | ? |
| 14 | Dioscoride Lanza      | prywatny                       | Maserati 4CL      | Maserati L4c | ? |
| 14 | Maurice Trintignant   | prywatny                       | Maserati 4CL      | Maserati L4c | ? |
| 15 | Henri Louveau         | Scuderia Automovilistica Milan | Maserati 4CL      | Maserati L4c | ? |
| 17 | Raph                  | Ecurie Naphtra Course          | Maserati 6CM      | Maserati L6s | ? |
| 18 | Eric Verkade          | prywatny                       | Alfa Romeo 8C2300 | Alfa Romeo   | ? |
| 19 | Victor-Henri Serve    | prywatny                       | Bugatti 35B       | Bugatti L8   | ? |
| 20 | Enrico Platé          | prywatny                       | Maserati 4CL      | Maserati L4c | ? |
| 21 | Taso Mathieson        | prywatny                       | Maserati 8C       | Maserati L8c | ? |
| 23 | Charles Pozzi         | SFACS Ecurie France            | Delahaye 135S     | Delahaye L6  | ? |
| 25 | Roger Deho            | -                              | Maserati 6CM      | Maserati L6s | ? |
| 26 | Jean Lucas            | prywatny                       | Alfa Romeo 8C2300 | Alfa Romeo   | ? |
| 28 | Eugène Martin         | prywatny                       | Salmson GS        | Salmson L4   | ? |
| ?  | Eugène Chaboud        | SFACS Ecurie France            | Delahaye 135S     | Delahaye V12 | ? |
| Nr | Kierowca              | Zespół                         | Samochód          | Silnik       |   |

## Wyniki

### Wyścig
Źródło: statsf1
| 1                                                     |    | 3        | Raymond Sommer                       | Maserati    | 30            | 1:38:42,0          |                        |
| 2                                                     |    | 6        | Louis Chiron                         | Talbot-Lago | 30            | +0:17,6            |                        |
| 3                                                     |    | 11       | Robert Mazaud                        | Maserati    | 29            | +1 okr             |                        |
| 4                                                     |    | 5        | Arialdo Ruggeri                      | Maserati    | 29            | +1 okr             |                        |
| 5                                                     |    | 21       | Taso Mathieson                       | Maserati    | 28            | +2 okr             |                        |
| 6                                                     |    | 7        | Eugène Chaboud Yves Giraud-Cabantous | Delahaye    | 28            | +2 okr             | Samochód współdzielony |
| 7                                                     |    | 8        | Georges Grignard                     | Delahaye    | 27            | +3 okr             |                        |
| 8                                                     |    | 18       | Eric Verkade                         | Alfa Romeo  | 27            | +3 okr             |                        |
| 9                                                     |    | 9        | Henri Trillaud                       | Delahaye    | 27            | +3 okr             |                        |
| 10                                                    |    | 14       | Dioscoride Lanza Maurice Trintignant | Maserati    | 26            | +4 okr             | Samochód współdzielony |
| 11                                                    |    | 23       | Charles Pozzi                        | Delahaye    | 26            | +4 okr             |                        |
| Niesklasyfikowani                                     |    |          |                                      |             |               |                    |                        |
|                                                       |    | 1        | Jean-Pierre Wimille                  | Alfa Romeo  | 19            | Skrzynia biegów    |                        |
|                                                       |    | 2        | Giuseppe Farina                      | Alfa Romeo  | 15            | Skrzynia biegów    |                        |
|                                                       |    | 15       | Henri Louveau                        | Maserati    | 14            | Zawieszenie        |                        |
|                                                       |    | 4        | Tazio Nuvolari                       | Maserati    | 14            | Silnik             |                        |
|                                                       |    | ?        | Eugène Chaboud                       | Delahaye    | 10            | Awaria mechaniczna |                        |
|                                                       |    | 17       | Raph                                 | Maserati    | 9             | Wypadek            |                        |
|                                                       |    | 10       | Paul Friderich                       | Delahaye    | 8             | Silnik             |                        |
|                                                       |    | 20       | Enrico Platé                         | Maserati    | 8             | Sprzęgło           |                        |
|                                                       |    | 12       | Harry Schell                         | Maserati    | 6             | Skrzynia biegów    |                        |
|                                                       |    | 28       | Eugène Martin                        | Salmson     | 3             | Magneto            |                        |
|                                                       |    | 19       | Victor-Henri Serve                   | Bugatti     | 1             | Magneto            |                        |
| Nie wystartowali / niedopuszczeni do ponownego startu |    |          |                                      |             |               |                    |                        |
|                                                       |    | 26       | Jean Lucas                           | Alfa Romeo  |               |                    |                        |
|                                                       |    | 25       | Roger Deho                           | Maserati    |               |                    |                        |
| P                                                     | Nr | Kierowca | Konstruktor                          | Okr.        | Czas / Strata | Komentarz          |                        |

### Najszybsze okrążenie
Źródło: silhouet.com
| Nr | Kierowca        | Konstruktor | Czas   | Okr. |
| -- | --------------- | ----------- | ------ | ---- |
| 2  | Giuseppe Farina | Alfa Romeo  | 3:08,4 |      |